# Jaroslav Rybár
Jaroslav Rybár (* 12. července 1958) je bývalý slovenský fotbalista, záložník a fotbalový trenér.

## Fotbalová kariéra
V československé lize hrál za Tatran Prešov. V československé lize nastoupil v 91 utkáních a dal 13 gólů. Dále hrál za VSŽ Košice.

## Trenérská kariéra
Trénoval MŠK Žilina, HFC Humenné, Ličartovce, Bardejov a Hanisko i slovensko reprezentaci do 21 let,SP MFK Rožňava.

## Ligová bilance
| Ročník                                   | Zápasy | Góly | Klub          |
| ---------------------------------------- | ------ | ---- | ------------- |
| 1. československá fotbalová liga 1984/85 | 12     | 3    | Tatran Prešov |
| 1. československá fotbalová liga 1985/86 | 27     | 4    | Tatran Prešov |
| 1. československá fotbalová liga 1986/87 | 29     | 1    | Tatran Prešov |
| 1. československá fotbalová liga 1987/88 | 23     | 5    | Tatran Prešov |
| CELKEM                                   | 91     | 13   |               |